# Up (canção de Olly Murs)
"Up" é uma canção do cantor britânico Olly Murs, gravada para o seu quarto álbum de estúdio Never Been Better. Conta com a participação da cantora norte-americana Demi Lovato, sendo que foi escrita e produzida por Daniel Davidsen, Cutfather e Peter Wallevik, com auxílio na composição de Wayne Hector e Maegan Cottone. O seu lançamento ocorreu a 23 de Dezembro de 2014, através da Epic Records e Syco Music, servindo como segundo single do disco.

## Faixas e formatos
| EP digital |                                           |         |  |
| N.º        | Título                                    | Duração |  |
| 1.         | "Up" (Live Acoustic Version)              | 3:49    |  |
| 2.         | "Up" (Wideboys Radio Mix)                 | 3:41    |  |
| 3.         | "Up" (Max Sanna & Steve Pitron Radio Mix) | 3:43    |  |
| 4.         | "Dear Darlin'" (ITV Live Performance)     | 3:59    |  |

## Desempenho nas tabelas musicais

### Posições
| Tabela musical (2014-2015)        | Melhor posição |
| --------------------------------- | -------------- |
| Bélgica - Ultratip (Flandres)     | 62             |
| Escócia - Scottish Singles Chart  | 3              |
| Irlanda - Top 100 Singles         | 3              |
| Nova Zelândia - NZ Top 40 Singles | 10             |
| Reino Unido - UK Singles Chart    | 4              |
| Suíça - Schweizer Hitparade       | 67             |

### Certificações
| País        | Provedor | Certificação |
| ----------- | -------- | ------------ |
| Reino Unido | BPI      | Platina      |

## Histórico de lançamento
| País        | Data                   | Formato    | Editora discográfica |
| ----------- | ---------------------- | ---------- | -------------------- |
| Austrália   | 26 de Dezembro de 2014 | EP digital | Epic, Syco           |
| França      | 26 de Dezembro de 2014 | EP digital | Epic, Syco           |
| Portugal    | 26 de Dezembro de 2014 | EP digital | Epic, Syco           |
| Reino Unido | 26 de Dezembro de 2014 | EP digital | Epic, Syco           |
| Alemanha    | 13 de Março de 2015    | CD single  | Epic, Syco           |